# Hololena monterea
Hololena monterea là một loài nhện trong họ Agelenidae.
Loài này thuộc chi Hololena. Hololena monterea được Ralph Vary Chamberlin & Wilton Ivie miêu tả năm 1942.